# Паропамісади

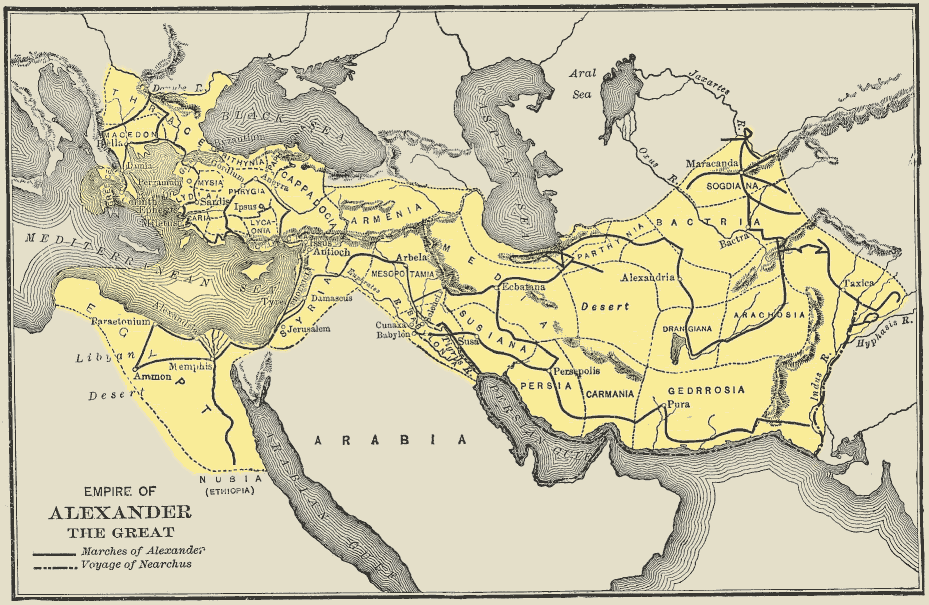
Терени Паропамісади обмежені зі сходу Бактріією і з півночі Арахозією.

Паропамісади (грец. Παροπαμισάδαι) — сатрапія Александрійської імперії на території сучасних Афганістану та Пакистану, що значною мірою збігалася з ахеменідською провінцією Парупресанна. Складалася з районів Саттагідія (басейн Банну), Гандхара (Кабул, Пешавар і Таксила) та Уддіяна (долина Сват) Парупараесанна згадується в аккадській та еламській мовних версіях Бегістунського напису Дарія Великого, тоді як у староперській версії вона має назву Гандара

Згодом вся сатрапія була передана Селевком I Нікатором Чандрагупті Маур'ї за договором.

## Назва
Paropamisadae — латинізована форма грецької назви Paropamisádai (Παροπαμισάδαι), що, своєю чергою, походить від давньоперського Para-uparisaina, що означає «За межами Гіндукушу», де Гіндукуш згадується як Uparisaina «вище орлиного польоту» (натяк на надзвичайну висоту гір).

У грецькій та латинській мові «Паропаміс»

(Παροπαμισός, Paropamisós) стало означати Гіндукуш.

Давньобуддійські тексти поміщають на цих землях державу Камбоджі. Александр Македонський завоював Паропамісади і заснував тут місто — Александрію Кавказьку. У наступні сторіччя Паропамісади входили до складу володінь греко-бактрійських і індо-грецьких правителів, а також Кушанського царства.